# Żaułaczouka
Żaułaczouka (biał. Жаўлачоўка; ros. Жевлачевка, Żewłaczewka) – wieś na Białorusi, w obwodzie mohylewskim, w rejonie horeckim, w sielsowiecie Lenino. W 2009 roku liczyła 11 mieszkańców.